# Adrian Rawlins
Adrian Justin Rawlins (27 de marzo de 1958) es un actor inglés, más probablemente conocido por su papel de Arthur Kidd en The Woman in Black (1989) y James Potter en las películas de Harry Potter.

## Primeros años
Rawlins nació en Stoke-on-Trent, Staffordshire hijo de Mavis (nacida como Leese) y Edward Rawlins. Rawlins estudió en el instituto técnico de Stanfield en Stoke-on-Trent y en el Stoke VI Form College. A continuación, pasó a estudiar arte, y posteriormente, actuar en Crewe y en el colegio Alsager, ahora Universidad de Mánchester.

## Carrera
Rawlins ha aparecido en varias películas como Wilbur Wants to Kill Himself, y también haciendo un papel menor en las películas de Harry Potter como el padre del protagonista, James Potter. En el escenario, ha aparecido en Her Naked Skin (2008, National Theatre). También hizo el papel de Richard Collingsworth en la serie de televisión de 1989 The Ginger Tree, al lado de Samantha Bond. También actuó en The Woman in Black que se hizo para la televisión y salió al aire en la Navidad de 1989.

## Filmografía
| Año        | Título                                             | Rol                          | Notas                                |
| ---------- | -------------------------------------------------- | ---------------------------- | ------------------------------------ |
| 2001       | Midsomer Murders                                   | Adam Keyne                   | Episodio "Tainted Fruit"             |
| 1989       | The Ginger Tree                                    | Richard Collingsworth        |                                      |
| 1989       | The Woman in Black                                 | Arthur Kidd                  |                                      |
| 1993       | Soldier Soldier                                    | Mayor Tim Radley             |                                      |
| 1996       | Breaking the Waves                                 | Dr. Richardson               |                                      |
| 1996       | Dalziel & Pascoe                                   | Henry Crayford/Martin Hewitt | Episodio "Cunning old fox"           |
| 2000       | Blood                                              | Carl Dyson                   |                                      |
| 2001       | Harry Potter y la piedra filosofal                 | James Potter                 |                                      |
| 2002       | Harry Potter y la cámara secreta                   | James Potter                 | Sin créditos                         |
| 2002       | Wilbur Wants to Kill Himself                       | Harbour                      |                                      |
| 2004       | Harry Potter y el prisionero de Azkaban            | James Potter                 |                                      |
| 2004       | Spooks                                             | Andrew Forrestal             | Tercera temporada, episodio 8        |
| 2005       | Harry Potter y el cáliz de fuego                   | James Potter                 |                                      |
| 2007       | Harry Potter y la Orden del Fénix                  | James Potter                 |                                      |
| 2007       | Silent Witness                                     | Alan Eckhert                 | Undécima temporada, Episodios 9 y 10 |
| 2007       | New Tricks                                         | Daniel Newley                | Episodio "God's Waiting Room"        |
| 2008       | Doctor Who                                         | Dr Ryder                     | Episodio "Planet of the Ood"         |
| 2009       | Agatha Christie's Marple: Nemesis                  | Derek Turnbull               |                                      |
| 2010       | Misfits                                            | Dave                         | Segunda temporada, episodio 5        |
| 2010       | Harry Potter y las Reliquias de la Muerte: parte 1 | James Potter                 |                                      |
| 2011       | Harry Potter y las Reliquias de la Muerte: parte 2 | James Potter                 |                                      |
| 2011       | Midsomer Murders                                   | David Orchard                | Episodio "Echoes of the Dead"        |
| 2012, 2013 | Prisoners' Wives                                   | Ian                          | Primera y segunda temporada          |
| 2013       | By Any Means                                       | Daniel Foster                | Primera temporada, Episodio 6        |
| 2014       | Father Brown                                       | Dr. Walter Henshaw           | Segunda temporada, Episodio 2        |
| 2014       | Glue                                               | DCI Simson                   | Primera temporada                    |
| 2015       | The Woman in Black: Angel of Death                 | Dr. Rhodes                   |                                      |
| 2015-2016  | Dickensian                                         | Edward Barbary               |                                      |
| 2017       | Crimen en el paraíso                               | Stephen Langham              | Sexta temporada, Episodio 1          |
| 2017       | Darkest Hour                                       | Hugh Dowding                 |                                      |
| 2017       | The White Princess                                 | John De La Pool Snr          |                                      |
| 2019       | Chernobyl                                          | Nikolái Fomín                |                                      |
| 2021       | The Colour Room                                    | John                         | Largometraje                         |